# 友竹正則のお早ようニッポン
友竹正則のお早ようニッポン（ともたけまさのりのおはようニッポン）は、かつてニッポン放送の土曜日朝の時間帯で放送されていたラジオ番組。パーソナリティは声楽家・バリトン歌手の友竹正則。放送期間は1974年10月5日から1977年9月23日まで。

## 放送時間
- 毎週土曜日　7:00～9:00

## 出演者
- パーソナリティ:友竹正則

## 内包番組
（）

### 1976年10月～
7時00分～8時00分
- お早ようネットワーク・ニュース
- お出かけ情報
- けさの焦点
- 朝の発言
- GOGO友竹ラジオ三面記事
- 交通情報

8時00分～9時00分
- 今週のベストスリー
- 恋愛専科
- 皇居一周マラソン〔第一土曜日〕
- 交通情報

### 1977年4月～
7時00分～8時00分
- お早ようネットワーク・ニュース
- お出かけ情報
- けさの焦点
- 朝の発言
- GOGO友竹ラジオ三面記事
- 交通情報

8時00分～9時00分
- 今週のベストスリー
- 交通情報

## エピソード
- 1975年当時は、リクエストはがきを寄せたリスナーの中から抽選で選ばれた人に、家族そろって一流店に招待する「ディナープレゼント」の企画があった[2]。